# Motståndaren
Motståndaren är en svensk dramafilm på persiska från 2023. Den är regisserad av Milad Alami som också skrivit manus. Filmen premiärvisades vid filmfestivalen i Berlin 2023.
Filmen hade biopremiär i Sverige den 31 mars 2023, utgiven av Triart Film. Den 21 september 2023 tillkännagavs det att filmen blivit utvald som Sveriges bidrag till Oscar för bästa internationella långfilm vid Oscarsgalan 2024. Inför Guldbaggegalan 2024 nominerades Motståndaren till sju priser.

## Handling
Filmen kretsar kring brottaren Iman, som tillsammans med övriga familjen tvingas lämna Iran när ett förkrossande rykte sprids om honom. Han måste lämna allt bakom sig och börja om i Sverige.

## Rollista (i urval)
- Payman Maadi – Iman
- Marall Nasiri – Maryam
- Arvin Kananian – Ali
- Ardalan Esmaili – Abbas
- Björn Elgerd – Thomas
- Joonas Saartamo – tränaren